# Nguyễn Văn Sâm

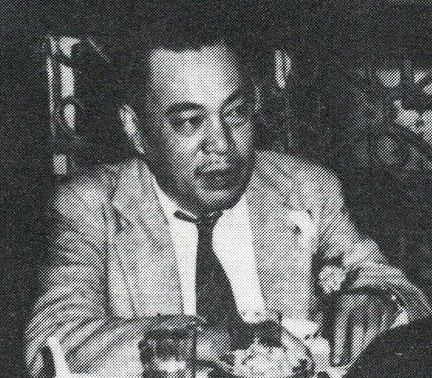
Nguyễn Văn Sâm

Nguyễn Văn Sâm (27 tháng 9 năm 1898 -10 tháng 10 năm 1947) là một nhà báo và chính khách Việt Nam. Ông được vua Bảo Đại đề cử làm khâm sai Nam Kỳ thời Đế quốc Việt Nam, đại diện triều đình Huế ở miền Nam sau khi Liên bang Đông Dương của Pháp bị Đế quốc Nhật Bản đảo chánh tước quyền.

## Thân thế
Ông quê ở Bang Long, tỉnh Sóc Trăng, có tiếng thông minh học giỏi từ nhỏ. Nguyễn Văn Sâm sau theo học Trường Công chánh (École des Travaux Publics) ở Hà Nội. Ông lấy vợ nhà giàu, Vương Hồng Sển ghi là hạng tỉ phú.

## Nghiệp làm báo
Tên của Nguyễn Văn Sâm được biết đến đầu tiên trong làng báo chí với bài vở đóng góp trên báo La Tribune Indigène của Nguyễn Phú Khai rồi làm chủ nhiệm báo Đuốc Nhà Nam (tiếng Pháp: Flambeau d'Annam) nơi ông hoạt động với Bùi Quang Chiêu và Đảng Lập hiến Đông Dương. Năm 1937 Nguyễn Văn Sâm nhân danh Hội trưởng Nghiệp đoàn báo giới Nam Kỳ (tiếng Pháp: Amicale des Journalistes Annamites de Cochinchine, viết tắt AJAC) ra Hà Nội họp Hội nghị báo giới Bắc Kỳ. Sau đó ông ra tranh cử Hội đồng Quản hạt Nam Kỳ và đắc cử nhưng vì lập trường chống Pháp ông bị bắt giam lỏng ở Sóc Trăng năm 1939 sau khi nhà chức trách Pháp mở cuộc truy lùng lục soát trụ sở của AJAC vào tháng 10 năm 1939 và ra lệnh đình chỉ hoạt động của hội này.

## Hoạt động chính trị
Từ trước năm 1945 Nguyễn Văn Sâm đã tham gia lập ra Việt Nam Quốc gia Độc lập Đảng. Có một thời ông hoạt động với bí danh Dương Sĩ Kỳ.
Khi Đế quốc Nhật đảo chính thực dân Pháp ngày 9 tháng 3 năm 1945 và Thủ tướng Trần Trọng Kim nhân danh vua Bảo Đại đứng ra lập chính phủ của Đế quốc Việt Nam thì Nguyễn Văn Sâm được chọn là khâm sai Nam Kỳ theo dụ 108, tức đại diện của nhà vua ở miền Nam kể từ ngày 14 tháng 8. Phe cộng sản thì tổ chức chống đối, kêu gọi tẩy chay việc đón tiếp vị khâm sai ở Sài Gòn. Chỉ được 10 ngày thì vua Bảo Đại thoái vị, Nguyễn Văn Sâm phải trao quyền lại cho lực lượng Việt Minh của Lâm ủy hành chánh Trần Văn Giàu. Tuy nhiên thực dân Pháp mở cuộc tái chiếm Nam Kỳ bằng võ lực vào tháng 9, 1945 khiến Nguyễn Văn Sâm cùng Chủ tịch Hội đồng Nam Kỳ Trần Văn Ân, Phó Khâm sai Hồ Văn Ngà và Đô trưởng Sài Gòn-Chợ Lớn Kha Vạng Cân phải rút lui khỏi thành phố và lập Ủy ban Phong toả Sài Gòn-Chợ Lớn để cố cầm chân quân đội Pháp.
Sang năm 1946 ông đại diện Việt Nam Quốc gia Độc lập Đảng đến họp ở Bà Quẹo, ngoại ô Sài Gòn vào ngày 20 tháng 4 để cùng các đảng phái và đoàn thể tôn giáo khác ở Nam Kỳ lập Mặt trận Quốc gia Liên hiệp hầu tranh thủ với đảng Cộng sản Việt Nam trong việc chống Pháp.
Khi Đảng Quốc gia Độc lập suy thoái với nhiều thành viên ngã theo cộng sản thì Nguyễn Văn Sâm là một trong những người sáng lập ra Đảng Dân Xã Việt Nam vào năm 1946, chủ yếu với thành phần Phật giáo Hòa Hảo; sau ông lên làm chủ tịch Đảng.
Khi chính phủ Nam Kỳ Quốc của Nguyễn Văn Thinh hình thành năm 1947 thì đảng viên Dân xã Nguyễn Văn Sâm được chọn làm Đại diện Ngoại giao. Ông là người đứng ra lập Mặt trận Thống nhứt Toàn quốc, tức Mặt trận Quốc gia Thống nhứt vào tháng 8 ủng hộ việc đưa cựu hoàng Bảo Đại lên thống lĩnh các lực lượng không cộng sản để đòi độc lập từ tay người Pháp. Tuy tham chính trong chính phủ Nam Kỳ Quốc, ông cùng Tổng trưởng Thông tin Trần Văn Ân muốn thống nhất Nam Kỳ vào với Trung và Bắc Kỳ nên có người cho là Pháp đã cho người ám sát ông trên đường Cây Mai, Chợ Lớn. Thuyết khác thì cho là lực lượng Việt Minh do Nguyễn Văn Trấn và Cao Đăng Chiếm ra lệnh giết ông vì cả hai phe, Pháp lẫn Việt Minh đều thù ghét ông.
Trần Trọng Kim trong cuốn Một cơn gió bụi nhận xét Nguyễn Văn Sâm là người "ôn hòa trầm tĩnh, ngay chính và hết lòng lo việc nước".
Tên của ông thời Việt Nam Cộng hòa được đặt cho một con đường ở Sài Gòn (thay thế rue d'Ayot thời Pháp thuộc) và cây cầu "Ba cẳng" ở đường Phùng Hưng. (19).Sau năm 1975 con đường Nguyễn Văn Sâm được thay tên mới là Nguyễn Thái Bình